# Cantonul Audeux
Cantonul Audeux este un canton din arondismentul Besançon, departamentul Doubs, regiunea Franche-Comté, Franța.

## Comune
- Audeux (reședință)
- Auxon-Dessous
- Auxon-Dessus
- Berthelange
- Burgille
- Champagney
- Champvans-les-Moulins
- Chaucenne
- Chemaudin
- Chevigney-sur-l'Ognon
- Corcelles-Ferrières
- Corcondray
- Courchapon
- Dannemarie-sur-Crète
- École-Valentin
- Émagny
- Étrabonne
- Ferrières-les-Bois
- Franey
- Franois
- Jallerange
- Lantenne-Vertière
- Lavernay
- Mazerolles-le-Salin
- Mercey-le-Grand
- Miserey-Salines
- Moncley
- Le Moutherot
- Noironte
- Pelousey
- Pirey
- Placey
- Pouilley-Français
- Pouilley-les-Vignes
- Recologne
- Ruffey-le-Château
- Sauvagney
- Serre-les-Sapins
- Vaux-les-Prés
- Villers-Buzon